# Lakewood (Califórnia)
Lakewood é uma cidade localizada no estado americano da Califórnia, no Condado de Los Angeles. Foi incorporada em 16 de abril de 1954.

## Geografia
De acordo com o United States Census Bureau, a cidade tem uma área de 24,5 km², onde 24,4 km² estão cobertos por terra e 0,1 km² por água.

### Localidades na vizinhança
O diagrama seguinte representa as localidades num raio de 8 km ao redor de Lakewood.

## Demografia
Segundo o censo nacional de 2010, a sua população é de 80 048 habitantes e sua densidade populacional é de 3 284,45 hab/km². Possui 27 470 residências, que resulta em uma densidade de 1 127,12 residências/km².